# Orquesta Sinfónica de Nashville
La Orquesta Sinfónica de Nashville (en inglés: Nashville Symphony Orchestra) es una agrupación orquestal estadounidense con sede en Nashville, Tennessee, que fue fundada en 1946. Su sala de conciertos habitual es el Schermerhorn Symphony Center de Nashville. Giancarlo Guerrero es su director musical desde 2009. La orquesta toca en 140 conciertos cada año.

## Directores
- 1946–1951 William Strickland
- 1951–1959 Guy Taylor
- 1959–1967 Willis Page
- 1967–1975 Thor Johnson
- 1976–1982 Michael Charry
- 1983–2005 Kenneth Schermerhorn
- 2006–2009 Leonard Slatkin, consejero artístico.
- 2009– Giancarlo Guerrero

## Grabaciones
La orquesta ha realizado para el sello Naxos unas veinte grabaciones desde el año 2000. Una parte de estos álbumes han obtenido nominaciones a los Premios Grammy. En 2008 el álbum de música de Joan Tower: Made in America ganó tres Grammy, incluyendo los galardones a mejor interpretación orquestal y mejor álbum de música clásica. La orquesta también recibió una nominación en 2010 por el disco Maurice Ravel: L'Enfant et les sortilèges.
La agrupación ha realizado, entre otras, las siguientes grabaciones:
- 1996 – Beethoven: Sinfonía n.º 7
- 2000 – Hanson: Obras orquestales, Vol. 1
- 2000 – Ives: Sinfonía n.º 2; Obertura de Robert Browning
- 2002 – Bernstein: West Side Story: The Original Score
- 2002 – Chadwick: Orchestral Works Thalia; Melpomene; Euterpe
- 2003 – Beach: "Gaelic" Symphony; Piano Concerto
- 2004 – Beethoven: Missa Solemnis
- 2004 – Carter: Sinfonía n.º 1; Piano Concerto
- 2005 – Gould: Fall River Legend; Jekyll and Hyde Variations
- 2005 – Villa-Lobos: Bachianas brasileiras (completas)
- 2006 – Bernstein: Dybbuk; Fancy Free (ballets completos)
- 2006 – Gershwin: Porgy and Bess (versión de la producción original de 1935)
- 2008 – Corigliano: A Dylan Thomas Trilogy
- 2008 – Menotti: Amahl and the Night Visitors
- 2008 – Músorgski: Pictures at an exhibition (compilado por Leonard Slatkin)
- 2007 – Tower: Made in America; Tambor; Concerto for Orchestra
- 2009 – Abraham Lincoln Portraits, con obras de Charles Ives, Aaron Copland, Roy Harris y otros.
- 2009 – Daugherty: Metropolis Symphony; Deus ex Machina
- 2009 – Ravel: L'enfant et les sortilèges; Shéhérazade
- 2009 – Riders in the Sky: Lassoed Live at the Schermerhorn